# Vandavasi
Vandavasi là một thành phố và khu đô thị của quận Tiruvanamalai thuộc bang Tamil Nadu, Ấn Độ.

## Địa lý
Vandavasi có vị trí 12°30′B 79°37′Đ / 12,5°B 79,62°Đ Nó có độ cao trung bình là 74 mét (242 feet).

## Nhân khẩu
Theo điều tra dân số năm 2001 của Ấn Độ, Vandavasi có dân số 29.612 người. Phái nam chiếm 49% tổng số dân và phái nữ chiếm 51%. Vandavasi có tỷ lệ 75% biết đọc biết viết, cao hơn tỷ lệ trung bình toàn quốc là 59,5%: tỷ lệ cho phái nam là 81%, và tỷ lệ cho phái nữ là 68%. Tại Vandavasi, 11% dân số nhỏ hơn 6 tuổi.